# Рожковка (Амурская область)
Рожковка — упразднённое село в Свободненском районе Амурской области России. Исключено из учётных данных в 1977 году.

## География
Населённый пункт располагался на правом берегу реки Малая Пёра, на расстоянии примерно 10 километров (по прямой) к северо-западу от города Свободный.

## История
Село возникло в 1911 году. По данным на 1916 год участок Рожковский состоял из 8 дворов (население составляло 17 человек) и входил в состав Ольгинской волости 3-го стана Амурского уезда Амурской области.
По данным 1926 года в Рожковке имелось 28 хозяйств (17 крестьянского типа и 11 прочих) и проживало 95 человек (48 мужчин и 47 женщин), основное население — русские. В административном отношении входила в состав Сукромельского сельсовета Свободненского района Амурского округа Дальневосточного края.
Решением Амурского исполкома от 30 декабря 1977 года № 522, населённый пункт Рожковка исключен из учётных данных как населённый пункт служебного значения.